# Ernst Staberoh
Ernst Karl Hermann Gustav Otto Staberoh (* 9. Februar 1879 in Dresden; † 8. Januar 1943 in Leipzig) war letzter Fechtmeister an der Universität Leipzig.
Staberoh entstammte einer Dresdner Fechtmeisterfamilie. Ein Ernst Wilhelm Staberoh war Fechtmeister der Sächsischen Armee, der ein Verwandter, womöglich gar sein Vater gewesen war. Staberoh war 1923 Nachfolger von Paul Roux, nachdem dieser in den Verwaltungsdienst gewechselt war. Er war am Institut für Leibesübungen unter Hermann Altrock angestellt, der die von Hermann Kuhr vorbereitete Institutsgründung letztlich vollzogen hatte.
„Die Stelle eines besoldeten Universitätsfechtmeisters wurde nicht mehr besetzt. Ernst Staberoh, der Roux 1923 gefolgt war, erhielt sie nur noch mit dem Recht der Titelführung übertragen. Alle Bestimmungen hinsichtlich der Durchführung des studentischen Fechtens und der Rechte und Pflichten der Universitätsfechtmeister, die teilweise über Jahrhunderte Geltung hatten, waren erloschen.“
Mit dem Machtantritt der Nationalsozialisten und der Auflösung der waffenstudentischen Korporationen 1935/36, von deren Studenten er letztlich lebte, verlor der Fechtmeister an der Universität Leipzig anscheinend nicht sofort seine Funktion, denn in den Personal- und Vorlesungsverzeichnissen der Universität Leipzig war er bis 1937/38 als Universitätsfechtmeister aufgeführt. Er kam dann bei der Universitätsbibliothek Leipzig 1938 als Hilfsarbeiter unter. Er verblieb in dieser Position bis 1942.